# Bistum Musoma
Das Bistum Musoma (lat.: Dioecesis Musomensis) ist ein Bistum der römisch-katholischen Kirche mit Sitz in Musoma in Tansania.

## Geschichte
Vorläufer des heutigen Bistums Musoma ist das am 11. April 1946 durch Papst Pius XII. aus dem Apostolischen Vikariat Mwanza heraus begründete Apostolisches Vikariat Musoma-Maswa, das am 24. Juni 1950 in die Apostolischen Präfektur Musoma und das Apostolische Vikariat Maswa geteilt wurde. Am 5. Juli 1957 erfolgte die Gründung des heutigen Bistums Musoma. Am 27. November 2010 gab das Bistum Musoma Teile seines Territoriums zur Gründung des Bistums Bunda ab.
Das Bistum ist ein Suffraganbistum des Erzbistums Mwanza.

## Ordinarien
- Joseph Blomjous MAfr (1946–1950), dann Apostolischer Vikar von Mwanza
- Giuseppe Gerardo Grondin MM (1950–1957)
- John James Rudin MM (1957–1979)
- Anthony Petro Mayalla (1979–1987)
- Justin Tetmu Samba (1988–2006)
- Michael George Mabuga Msonganzila (seit 2007)